# Kān Gonjeshkī
Kān Gonjeshkī (persiska: کان گنجشکی) är en ort i Iran.   Den ligger i provinsen Khuzestan, i den centrala delen av landet, 500 km söder om huvudstaden Teheran. Kān Gonjeshkī ligger 849 meter över havet och antalet invånare är 279.
Terrängen runt Kān Gonjeshkī är kuperad åt nordväst, men åt sydost är den platt.Runt Kān Gonjeshkī är det ganska tätbefolkat, med 60 invånare per kvadratkilometer. Närmaste större samhälle är Qal‘eh Tall, 7,3 km sydost om Kān Gonjeshkī. Omgivningarna runt Kān Gonjeshkī är i huvudsak ett öppet busklandskap.